# Secretaria de Saúde do Estado de Pernambuco
| Secretaria Estadual de Saúde de Pernambuco                                                             |                                                      |
| Rua Dona Maria Augusta Nogueira, 519, Bongi - Recife-PE - CEP: 50751-530 http://portal.saude.pe.gov.br |                                                      |
| Criação                                                                                                | 1949 (como Secretaria de Saúde e Assistência Social) |
| Atual secretário                                                                                       | Zilda do Rego Cavalcanti                             |

A Secretaria de Saúde do Estado de Pernambuco é o órgão estadual responsável pela formulação da Política Estadual de Saúde e de suas diretrizes, norteada pelos princípios do Sistema Único de Saúde (SUS).
A SES-PE é responsável pela articulação e pelo planejamento das ações desenvolvidas pelos Departamentos Regionais de Saúde (DRS) distribuídos pelo Estado. A SES-PE possui ainda 8 coordenadorias.